# Jiangwei Zhen
Jiangwei Zhen (kinesiska: 江尾, 江尾镇) är en köping i Kina. Den ligger i provinsen Yunnan, i den sydvästra delen av landet, omkring 280 kilometer väster om provinshuvudstaden Kunming.
Genomsnittlig årsnederbörd är 1 120 millimeter. Den regnigaste månaden är juli, med i genomsnitt 226 mm nederbörd, och den torraste är april, med 22 mm nederbörd.